# Governació dels comtats de Rosselló i Cerdanya
La Governació dels comtats de Rosselló i Cerdanya fou l'òrgan de govern dels Comtats de Rosselló i Cerdanya després de la reannexió del Regne de Mallorca. Malgrat que aquesta governació era independent de la Governació del Principat de Catalunya, aquests territoris foren considerats pel mateix rei com territori integral de Catalunya i celebraren corts conjuntament amb la resta de catalans.

## Reannexió del Regne de Mallorca
El 1344, Pere IV d'Aragó «el Cerimoniós» (Pere terç) va reannexionar el Regne de Mallorques als seus dominis; aleshores, va instituir la Governació dels comtats de Rosselló i Cerdanya, amb capital a Perpinyà i que incloïa els territoris continentals de l'antic regne mallorquí, separada de la Governació del Principat de Catalunya.

## La Governació dels comtats de Rosselló i Cerdanya
Al segle xv, les tensions polítiques de Catalunya dugueren a l'esclat de la Guerra dels Remences (1462-1472), en què la Generalitat de Catalunya es rebel·là contra Joan II. Aleshores, per tal d'aconseguir l'ajuda de Lluís XI de França contra els rebels, Joan II va signar el 1462 el Tractat de Baiona pel qual empenyorava al rei de França els comtats de Rosselló i Cerdanya a canvi de rebre'n armes i diners. El 1463, Lluís XI ocupà els comtats, on, a partir de 1472, quan la guerra s'havia acabat a la resta de Catalunya, començà a estendre's la revolta contra els francesos; l'1 de febrer de 1473, Joan II entrà amb un exèrcit a Perpinyà i s'hi tancà mentre la guarnició francesa es retirava al castell reial i un nou exèrcit de Lluís XI tornava a assetjar Perpinyà; després d'una treva acordada el 24 de juny, s'arribà al Tractat de Perpinyà, pel qual els comtats esdevenien un territori neutral; ara bé, Lluís XI incomplí el tractat i el 1474 ocupà Elna i feu executar el governador Bernat d'Oms i de Santapau al castell de Perpinyà. El 10 de maig de 1475, després de patir vuit mesos de setge, els perpinyanesos acceptaren l'ordre de Joan II de rendir-se als francesos; per haver resistit aquest llarg i penós setge, Joan II concedí a Perpinyà el títol de Fidelíssima Vila. La repressió francesa fou molt dura i hi hagué revoltes contra els ocupants com la de 1477.
Aquesta dominació francesa finalitzà amb el Tractat de Barcelona (1493) amb el qual Carles VIII de França acceptà restituir els comtats a Ferran II el Catòlic. Durant el segle xvi, els comtats de Rosselló i Cerdanya es veieren afectats per les contínues guerres entre la Monarquia Hispànica i França. El 1520, un exèrcit francès s'apoderà de la Tor de Querol i arribà a Puigcerdà; el 1542, Perpinyà fou defensada per Fernando Álvarez de Toledo y Pimentel, duc d'Alba, contra el setge dirigit per Enric, delfí de França. Els francesos feren un nou intent d'annexió el 1595. Arran d'aquesta inseguretat, Carles I i Felip II reforçaren les fortificacions de Perpinyà i convertiren l'antic Palau dels Reis de Mallorca en una ciutadella.

## La Guerra dels Segadors i el Tractat dels Pirineus: l'annexió a França
Dins del context de la Guerra dels Trenta Anys (1618-1648), el 1635, Felip III (IV de Castella) declarà la guerra a Lluís XIII de França. El 1639, els francesos prengueren Salses; poc després, el 1640, Catalunya s'alçà contra Felip IV i així s'inicià la Guerra dels Segadors (1640-1659); el 1641, Lluís XIII fou proclamat comte de Barcelona i Catalunya es dividí entre partidaris de França i partidaris d'Espanya.
El Tractat dels Pirineus (1659) va establir la cessió a França de la major part dels territoris dels comtats de Rosselló i Cerdanya, excepte la Vall de Ribes, una part de la Cerdanya, que quedà sota administració hispànica, i la vila de Llívia. La Conferència de Ceret de 1660 establí la divisió de Cerdanya, incorporant-ne a França la vall de Querol, la Torre Cerdana i el territori que comunicava aquesta vall amb el Capcir i el Conflent.